# Heinz Tietjen
Heinz Tietjen est un chef d'orchestre, metteur en scène et directeur d'opéra allemand né le 24 juin 1881 à Tanger et mort le 30 novembre 1967 à Baden-Baden.

## Biographie
Heinz Tietjen naît le 24 juin 1881 à Tanger,,. Fils d'une Anglaise et d'un diplomate allemand, il fait une brève carrière dans les affaires avant de se tourner vers la musique,. Il travaille notamment la direction d'orchestre avec Arthur Nikisch,.
Tietjen s'intéresse autant à la direction lyrique qu'à la mise en scène d'opéra et exerce ces deux fonctions entre 1904 et 1907 au Théâtre de Trèves, dont il devient l'intendant de 1907 à 1919,.
Il est ensuite directeur du théâtre lyrique de Sarrebruck entre 1919 et 1922, occupe le même poste à Breslau de 1922 à 1924 puis devient intendant du Deutsche Oper Berlin entre 1925 et 1930 et intendant du Staatsoper jusqu'en 1945.
Entre 1931 et 1944, Heinz Tietjen succède à Siegfried Wagner comme directeur artistique du Festival de Bayreuth. Il y réalise toutes les mises en scène d'opéras et dirige plusieurs ouvrages chaque année,.
Après la Seconde Guerre mondiale, il est de nouveau intendant à Berlin, entre 1948 et 1954, puis est intendant de l'Opéra de Hambourg de 1956 à 1959,. Il se retire ensuite à Baden-Baden.
Heinz Tietjen est le dédicataire de L'Amour de Danaé de Richard Strauss.
Il meurt le 30 novembre 1967 à Baden-Baden,,.